# Hygrophila africana
Hygrophila africana är en akantusväxtart som först beskrevs av T. Anders., och fick sitt nu gällande namn av Hermann Heino Heine. Hygrophila africana ingår i släktet Hygrophila och familjen akantusväxter. Inga underarter finns listade i Catalogue of Life.